# Melese castrena
Melese castrena là một loài bướm đêm thuộc phân họ Arctiinae, họ Erebidae.